# 4929 Yamatai
4929 Yamatai este un asteroid din centura principală, descoperit pe 13 decembrie 1982 de Hiroki Kōsai și Ki'ichirō Furukawa.